# Super Bowl XVI
O Super Bowl XVI foi a partida que decidiu a temporada de 1981 da NFL, realizada no Pontiac Silverdome, em Pontiac, Michigan, no dia 24 de janeiro de 1982. Na decisão, o San Francisco 49ers, representante da NFC, bateu o Cincinnati Bengals, representante da AFC, por 26 a 21, garantindo o primeiro Super Bowl na história da franquia. Foi o primeiro de dois Super Bowls decididos entre as equipes; o outro foi o Super Bowl XXIII. O MVP da partida foi o quarterback do time vencedor, Joe Montana.
Foi a primeira vez que um Super Bowl foi realizado em uma cidade de clima frio. O público no estádio foi protegido do frio pelo teto do domo enquanto nevava do lado de fora, mas o clima afetou o tráfego e outras questões logísticas relacionadas ao jogo. O Super Bowl XVI também se tornou uma das transmissões mais assistidas da história da televisão americana, com mais de 85 milhões de espectadores, com a parte final do jogo tendo uma audiência (segundo a Nielsen rating) de 49,1.
Pela primeira vez desde o Super Bowl III, os dois times da partida estavam fazendo sua primeira aparição no Super Bowl. O 49ers terminou o ano com 13 vitórias e 3 derrotas na temporada regular, vencendo o New York Giants e o Dallas Cowboys nos playoffs. Os Bengals, por sua vez, terminaram a temporada regular com 12 vitórias e 4 derrotas, com vitórias sobre o Buffalo Bills e o San Diego Chargers na pós-temporada.
No final, o ataque de Cincinnati conseguiu 356 jardas contra cerca de 275 jardas de San Francisco, marcando a primeira vez na história do Super Bowl que o time vencedor não terminou com mais jardas totais de ataque. Os Bengals cometeram quatro turnovers contra apenas um de San Francisco, que acabou sendo um fator determinante no jogo. Três dos turnovers de Cincinnati ajudaram diretamente os 49ers a construir uma vantagem de vinte pontos no intervalo (na época um recorde do Super Bowl), com um passe para touchdown e um outro por terra pelo quarterback Joe Montana e dois field goals por Ray Wersching. Os Bengals começaram a tentar reverter o placar no início do segundo tempo, com o quarterback Ken Anderson anotando um touchdown terrestre de cinco jardas e depois fazendo um passe para TD de quatro jardas, mas no último período, perto da goal line, a defesa dos 49ers conseguiu deter o ataque de Cincinnati que, junto com mais dois field goals de Wersching, acabou por decidir a partida. Os Bengals conseguiram marcar ainda mais um touchdown com 16 segundos faltando no relógio, mas acabaram fracassando no onside kick. Montana foi nomeado o MVP do Super Bowl, ao completar 14 de 22 passes para 157 yards e um touchdown, enquanto correu para 18 jardas e um TD terrestre. O tight end de Cincinnati Dan Ross conseguiu um recorde no Super Bowl com 11 recepções (ainda é um recorde para tight ends numa final) para 104 jardas e dois touchdowns.

## Pontuações
- 1º Quarto
- SF -  TD: Joe Montana, corrida de 1 jarda  (ponto extra: chute de Ray Wersching) 7-0 SF
- 2º Quarto
- SF -  TD: Earl Cooper, passe de 11 jardas de Joe Montana (ponto extra: chute de Ray Wersching) 14-0 SF
- SF -  FG: Ray Wersching, 22 jardas 17-0 SF
- SF -  FG: Ray Wersching, 26 jardas 20-0 SF
- 3º Quarto
- CIN - TD: Ken Anderson, corrida de 5 jardas  (ponto extra: chute de Jim Breech) 20-7 SF
- 4º Quarto
- CIN - TD: Dan Ross, passe de 4 jardas de Ken Anderson (ponto extra: chute de Jim Breech) 20-14 SF
- SF -  FG: Ray Wersching, 40 jardas 23-14 SF
- SF -  FG: Ray Wersching, 23 jardas 26-14 SF
- CIN - TD: Dan Ross, passe de 3 jardas de Ken Anderson (ponto extra: chute de Jim Breech) 26-21 SF